# お兄ちゃんはおしまい!
『お兄ちゃんはおしまい！』（おにいちゃんはおしまい、英：Onimai: I'm Now Your Sister!）は、ねことうふによる日本の漫画作品。略称は「おにまい」。
元々は同人誌展開を行なっていたが、のちに書籍化した。同人誌展開と並行する形で、『月刊ComicREX』においても2019年6月号より連載開始。2023年12月現在の単行本の累計部数は、電子書籍を含めて120万部を突破している。作者のねことうふによれば、「TSもの」好きだったことから同人誌で発表したところ好評を得たとしている。

## あらすじ
妹に怪しい薬を飲まされた緒山まひろは女の子の体になってしまう。飛び級で大学に進学した妹の緒山みはりの実験としてまひろは女の子の体のまま生活することになる。

## 登場人物
声はドラマCD、およびテレビアニメ版のキャスト。
緒山 まひろ（おやま まひろ）
声 - 高野麻里佳
本作品の主人公。元々男(年齢は作中では非公表)であったが、妹のみはりに薬を飲まされ中学生くらいの女の子の体になってしまう。エロゲが趣味のニートだが、そうなったのは出来が良すぎる妹へのコンプレックスがあったため。女にされた事については不本意に思っていたが、距離を置いていたみはりとの親愛が深まったり、穂月姉妹と知り合ったことで、今の生活も満更ではないと思うようになっているが、遂には中学校に編入されてリアルにJCとなってしまった。
女体化して以降、女になった自身の身体に興味がない訳ではないが、みはりに「男性の脳では女性の快感に耐え切れずパーになる」と脅されて性的なことには引き気味。知人友人に偶然やハプニングで全裸などを目撃された際に「ツルツル…」と評されている。性転換の薬は時限的に効果が切れ始めるが、最初に男性器のみが戻り、一時的にふたなり状態になってしまう。この状態は温泉旅行中になってしまったが苦悩の末、女の子としての自分を受け入れ女子として生きる選択をしみはりからもらった性別を逆転する薬を再び服用する。その後は周期的に薬を服用しているもよう。クラスメイトの男子からもかなりモテておりゲームなどの話などで盛り上がった際には「緒山っていいよな」といわれたことがあったりバレンタインデーの際にまひろがチョコを男子二人組に渡した際にはホワイトデーで3倍返しされたこともある。この男子二人組からは片思いのような感情をもたれており何度か告白されかけたこともある。
身長144cm、体重38kg、誕生日は3月6日、血液型は0型。好きなものは肉とバナナ。
緒山 みはり（おやま みはり）
声 - 石原夏織
まひろの妹。飛び級で大学に進学し、怪しい研究をしている。ニート生活を続ける兄のまひろを心配し、「お兄ちゃん改造計画」として薬を飲ませて女の子の体にしてしまった張本人。知性だけでなく運動能力についても県大会入賞レベルの実力者。兄に対して兄妹の情を超えた感情を抱いているフシがある。おしゃれに興味がない訳ではないが、自分が着るとなると恥ずかしくなる。まひろに着せている服も多くは自分用に買ったままクローゼットにしまい込んでいたもの。
あさひからは「ハカセ」と呼ばれているが、現時点では大学院生らしく、まだ博士号は取っていない模様。
身長154cm、体重47kg、血液型はAB型、誕生日は4月22日。好きなものは変な生き物。
穂月 かえで（ほづき かえで）
声 - 金元寿子
みはりの友人で高校生。ギャルっぽいスタイルだが高校デビューで、中学までは地味なスタイルだった。家事全般を得意とし、ファッションやメイクを好んでいる。まひろにはみはりよりも姉のような慕情を抱かれている。
アニメ版監督の藤井慎吾は、アニメで本来そこまで極端に大きくないかえでの胸がまひろの心情に合わせて誇張されたサイズの作画として描かれる、という趣旨の説明をしている。
身長157cm、体重52kg、血液型はA型、誕生日は9月12日。好きなものはファッション。
穂月 もみじ（ほづき もみじ）
声 - 津田美波
かえでの妹で中学生。容姿は中学時のかえでとよく似ているが、おかっぱの髪を襟足で結んでおり前髪が真ん中と左右に分かれている。制服以外スカートは滅多に穿かないこともあって、初対面時のまひろや小学1年生当時のあさひには最初少年だと思われていた。まひろとはいい友人同士になっているが、なぜかまひろに対して胸や股間を触ってしまうトラブルを起こす事が多い。
あさひが付けたあだ名は「もみじろう」で、まひろたちからも似合うと言われている。本人は恥ずかしいので中学に上がってからは呼ばないように言い含めている。だが、正月には振袖ではなく紋付き袴を着るなど男装を好む面は変わっていないほか、若干中二的なものを好む傾向も強いが、お化けの話を振られるだけで1人で行動できなくなるなど、かなりの怖がり。
身長149cm、体重42kg、血液型はA型、誕生日は10月20日。好きなものはエビフライ。
桜花 あさひ（おうか あさひ）
声 - 優木かな
もみじがまひろに紹介した同じクラスの友人の一人。小学校入学で知り合って以来の付き合いで「元気」がトレードマークだが、テストが大の天敵であり、テスト当日の登校時には顔がしおしおになってしまっている。また、あさひは思ったことをそのまま口に出すタイプで知人友人は「まひろん」「みよちん」「ハカセ（みはり）」など、あだ名で呼ぶクセがある。
家族構成では母親と兄・ゆうやがいることが言及されている。一度まひろの服（みはりのお下がり）を借りて帰宅してからは浴衣や振袖などを着せられることが多くなった。
身長151cm、体重43kg、血液型はB型、誕生日は5月5日。好きなものは動物。
室崎 みよ（むろさき みよ）
声 - 日岡なつみ
もみじがまひろに紹介した同じクラスの友人の一人。本人は隠しているつもりだがGL好き(見ることを専門としている)で、まひろともみじの仲を友達以上の関係と勘違いしている。運動は苦手だが発育はよく、バストはクラスの女子でも大きい方。だが、当人は人目を惹くのを苦手としており、コンプレックスとなっている。本人は自覚がないが料理がとてつもなく下手である。
身長148cm、体重45kg、血液型はO型、誕生日は6月18日。好きなものは百合。
天川 なゆた（てんかわ なゆた）
まひろたちが2年生に進級した際に同じ2-Bのクラスメイトになった女子生徒。「おねーさん」の手伝いをしており、まひろの事情を知っている。まひろは「おねーさん」というのはみはりのことだと思っているが、みはりに心当たりはない。
誕生日は11月23日。
吾妻 ちとせ（あづま ちとせ）
大学の指導教員でみはりの担当。まひろをJC化した薬開発にも協力した。みはりからのレポート以外にも観察データが欲しかったのか、まひろたちの身体測定に内科担当として潜り込んだりした。なゆたのいう「おねーさん」である。まだ20代だそうだが、あさひに「おばちゃん」呼びされてから気にするようになり、みはりと一緒に若返り薬の研究を始めている。
西宮まり
声 - 水希凛
まひろたちのクラスの担任の先生。担当教科は国語。生徒から「まりちゃん先生」と呼ばれて親しまれている。校則と場に合った装いにうるさいところがあるが、実はコスプレイヤー。
富士見ねむ
声 - 櫻井海亜
いつも寝ている青髪の生徒。まひろの前の席のため度々描写はあるが大半は寝ており、たとえテスト中や体育の時間の持久走であっても寝ている事がほとんどである。8巻で明らかになったことだが、重度のネットゲーマーで夜型。
伏見のどか
声 - 月城莉奈
常に紺色のカチューシャをつけている。クラスメイトの富士見ねむと一緒にいるところが度々描写されていることから仲良しであることが推察される。
長瀬みやこ、八坂まい
声 - 小田果林
ピンク色の髪でいわゆる「ギャルっ子」である。原作コミック第46話にて、まひろたちがシール交換をしているところを目撃し、まいと共にクラスでのシール交換のプチブームを扇動したことからスクールカーストの上位にいることを推察できる。また、みやこは父子家庭で、父親に懐いているパパっ子でもある。ショッピングモールでかえでにあった時には師匠呼びしていたが、実際に姉が同級だった。
高田さつき、椎名みのり
声 - 高槻みゆう、和多田美咲
さつきは髪は薄茶色で前髪がM字になっている。アニメ第6話、原作コミック第21話で初登場し、初登校のまひろに話しかけている描写がある。また、それ以降まひろを見てニヤニヤしている男子に対して「ちょっと男子ぃー!」と釘を刺す描写が多々描かれている。
みのりは茶色の髪で黄色のチョッキを着ている。高田さつきと仲が良く同時に登場する。さつきが「ちょっと男子ぃー!」と言うと続けて「サイテー!」と言う。
桜田ゆうた、千川みなと
声 - 青島れな、阿部里果
ゆうたは、こげ茶色の髪で髪の毛が跳ねてる男子生徒。まひろからの数々のラッキースケベなどに遭遇したとき、クラスメイトの高田さつきと椎名みのりに千川みなとと共に「ちょっと男子ぃ!、サイテー!」と言われるのがお約束。また、まひろの事を気にかけている描写が多々見られ、「緒山っていいよなぁ」とつぶやいたこともある。
みなとは、銀髪でストレートヘアの男子生徒。クラスメイトの桜田ゆうたと共にいることが多く、ゆうたを支える描写が多々描かれている。ゆうたが「緒山っていいよなぁ」とつぶやくと「いい」と応える。だが、文化祭の企画でメイドコスを着てからはTS願望が見え隠れしている。作者によるスピンオフコミック『みなとくんはおしまい?』では横暴な姉・かなたに代役としてネトゲのオフ会に出るよう女装させられて送り出される。
立川あおい
クラス委員長。BL好きな腐女子だが、ちょっとした行き違いが切っ掛けでみよと交流するようになる。最近のブームは「ゆうた×みなと」だが、受け攻めは逆転してもイケるとのこと。
緒山まつり
まひろとみはりの母親。普段は仕事で海外におり、ごくたまに帰ってくる。まひろの現状に関してはみはりから聞いていて、受け入れている。容姿はまひろに近く、違いはアホ毛の有無と髪の長さくらい。まひろの事情を聞いていたことから着せ替えさせて楽しんでいる。茶目っ気も強く子供たちの制服姿が見たいと言って「自分も当時の制服を着てみたり」、みはりが研究中の若返り薬サンプルを誤飲した際には見た目がまひろそっくりになったのを利用してもみじたちと遊んだり、まひろと双子コーデで遊んでいた。

## 書誌情報
- ねことうふ『お兄ちゃんはおしまい！』一迅社〈IDコミックス〉、既刊10巻（2025年7月26日現在）

| 巻数 | 発売日         | ISBN                                                    |
| ---- | -------------- | ------------------------------------------------------- |
| 1    | 2018年6月27日  | 978-4-7580-6750-8                                       |
| 2    | 2019年1月26日  | 978-4-7580-6792-8                                       |
| 3    | 2019年9月27日  | 978-4-7580-6828-4                                       |
| 4    | 2020年7月27日  | 978-4-7580-6883-3                                       |
| 5    | 2021年5月27日  | 978-4-7580-6917-5                                       |
| 6    | 2022年4月27日  | 978-4-7580-6977-9                                       |
| 7    | 2023年1月7日   | 978-4-7580-8400-0（通常版） 978-4-7580-8401-7（限定版） |
| 8    | 2023年11月27日 | 978-4-7580-8456-7（通常版） 978-4-7580-8457-4（特装版） |
| 9    | 2024年9月27日  | 978-4-7580-8582-3（通常版） 978-4-7580-8583-0（特装版） |
| 10   | 2025年7月26日  | 978-4-7580-8756-8（通常版） 978-4-7580-8757-5（特装版） |

- 『お兄ちゃんはおしまい！ 公式アンソロジーコミック』一迅社〈IDコミックス〉、既刊6巻（2025年7月26日現在）
  1. 2021年5月27日発売[30]、ISBN 978-4-7580-6918-2
  2. 2022年4月27日発売[31]、ISBN 978-4-7580-6978-6
  3. 2023年1月7日発売[32]、ISBN 978-4-7580-8402-4
  4. 2023年11月27日発売[33]、ISBN 978-4-7580-8458-1
  5. 2024年9月27日発売[34]、ISBN 978-4-7580-8584-7
  6. 2025年7月26日発売[35]、ISBN 978-4-7580-8758-2

## ドラマCD

### 同人版
ねことうふの個人サークル「GRINP」によって制作された同人ドラマCD。2018年4月より不定期で発売されている。
本作を制作したきっかけについて、ねことうふはドラマCDの制作会社に勤める友人から誘いを受けたことを挙げており、当時はまだ珍しかった本格的な同人ドラマCDは作品の宣伝にもなると考え制作された。
また、田舎はるみとのインタビューにてねことうふは「折角のオリジナル作品なので、自分の手の届く範囲でいろいろ展開していきたいなと思いまして。制作会社の友人に協力してもらって、豪華キャストで本格的なものを作らせていただきました。」と語った。
キャスティングはディレクターの児玉拓巳が候補を出し、その中からねことうふが自身の好みで選んだ。なお、本作のキャストはその後製作されたTVアニメでも続投している。

#### スタッフ
- 原作・監修 - ねことうふ
- 脚本 - ねことうふ、かわこしたかひろ
- 音響監督 - 児玉拓己（MFS）
- 制作協力 - ボイス・ビュー
- デザイン - 肥田滉平
- レコーディングスタジオ - studio29

#### 劇中歌
「ここから」
緒山まひろのイメージソング。作詞はねことうふ、作曲・編曲は佐藤純一。「ドラマCD お兄ちゃんはおしまい！2」に収録されている。ねことうふはPixivisionのインタビューにおいて「元々ファンだったのでとても嬉しかったですし、大変貴重な体験をさせていただきました。」と語った。

#### 既刊一覧
- ドラマCD お兄ちゃんはおしまい！

COMIC1☆13にて発売された第1作目。2018年4月30日発行。
エピソード
1. お兄ちゃんとイケない身体
2. お兄ちゃんとロールプレイ
3. お兄ちゃんとはじめてのおつかい
4. お兄ちゃんと特別自宅警備

- ドラマCD お兄ちゃんはおしまい！2

コミックマーケット96にて発売された第2作目。2019年8月11日発行。
エピソード
1. お兄ちゃんと新しい友達
2. お兄ちゃんとカラオケアイドル
3. お兄ちゃんと温泉旅行

- ドラマCD お兄ちゃんはおしまい！EX

コミティア137にて発売された第3作目。1トラック目から3トラック目は「お兄ちゃんはおしまい！特別編」の1巻から3巻より再録。2021年9月20日発行。
エピソード
1. お兄ちゃんの活動報告
2. お兄ちゃんが私でみはりがオレで
3. お兄ちゃん危機一髪
4. お兄ちゃんと小さな妹

### 特装版

#### 第8巻
2023年11月27日に発売された原作漫画第8巻の特装版に付属した。脚本はTVアニメにてシリーズ構成を務めた横手美智子が、盤面イラストはTVアニメにて監督を務めた藤井慎吾がそれぞれ担当した。キャストは同人版ドラマCD、およびTVアニメの出演者が続投した。TVアニメのエンディング映像をイメージしたストーリーとなっている。

#### 第9巻
2024年9月24日に発売された原作漫画第9巻の特装版に付属した。キャスト引き続き、同人版ドラマCD、およびTVアニメの出演者が続投した。同作初のバイノーラル録音による作品となっている。

## テレビアニメ
2022年4月22日、テレビアニメ化が発表され、2023年1月から3月までAT-Xほかにて放送された。

### 製作

#### スタッフ
- 原作 - ねことうふ[9]
- 監督 - 藤井慎吾[9]
- シリーズ構成 - 横手美智子[9]
- キャラクターデザイン - 今村亮[9]
- メインアニメーター - みとん、松隈勇樹、内山玄基、Kay Yu
- プロップデザイン - 秋山泰彦、今村亮、沖浅利、鈴木悠起、中井杏、松隈勇樹、みとん、力徳欽也、pransuyuki、今井香里、坂口蒼星、西原大樹
- 美術監督 - 小林雅代[13]
- 美術設定 - 新妻雅行
- 色彩設計 - 土居真紀子[13]
- 撮影監督 - 伏原あかね[13]
- 編集 - 岡裕司[13]
- 音響監督 - 吉田光平[13]
- 音楽 - 阿知波大輔、桶狭間ありさ[11]
- 音楽プロデューサー - 小林健樹
- 音楽制作 - 東宝ミュージック
- チーフプロデューサー - 高橋敦司、武井克弘、大澤信博
- プロデューサー - 菱山光輝、畠山拓郎
- アニメーション制作プロデューサー - 大友寿也
- プロデュース - EGG FIRM[9]
- アニメーション制作 - スタジオバインド[9]
- 製作 - 「おにまい」製作委員会[42]（東宝、博報堂DYミュージック&ピクチャーズ、一迅社、AT-X、BS11、ぴあ、ポニーキャニオン、ムービック、TOKYO MX、ビットグルーヴプロモーション、EGG FIRM）

#### 経緯
本作のアニメ化が決まる以前より、原作者のねことうふが色々なアニメ会社にアニメ化の企画を自ら売り込んでいたことを明かしている。しかしコロナ禍の影響などで企画が頓挫したため、この行動が直接今回のアニメ化に繋がったわけではない。
後に本作のチーフプロデューサーを務める大澤信博は、自身が代表取締役を務めているEGG FIRMの社内会議で本作の存在を知り、2020年5月ごろ一迅社の代理人を通じてねことうふにアニメ化をしたいという旨を伝え、これをねことうふが快諾し本作のアニメ化企画が始動した。なお、この時点では制作スタジオ及びスタッフは一切決まっていなかった。
その後、『無職転生 〜異世界行ったら本気だす〜』の第1期と第2期の間に作る1クールものの企画として、内容が面白く低カロリーで作ることが出来る作品を探していたスタジオバインドが本作のアニメーション制作を担当することになった。

#### スタッフィング
本作の監督にはスタジオバインドの別作品『無職転生 〜異世界行ったら本気だす〜』のティザーPVの監督・演出や、第11話の絵コンテ・演出などを手掛けた藤井慎吾が起用された。藤井は今作が初監督である。
シリーズ構成と脚本は横手美智子が担当した。女性の苦労や男性との性差が描かれるという今作の性質を踏まえ、脚本は女性にして欲しいという藤井の要望に沿った形である。
また、ねことうふも脚本会議に毎回参加しており、ノンクレジットではあるが第10話の一部シーンの脚本も担当した。

#### キャスティング
本作のメインキャラクターである緒山まひろ、緒山みはり、穂月かえで、穂月もみじの4役のキャストはドラマCDのキャストがそのまま引き継がれている。
これは同人ドラマCDという個人制作のコンテンツに参加した4名の恩に報いたいというねことうふの要望によるものである。なお、ドラマCDのキャスティングは同作のディレクターを務めた児玉拓己が行った。
ドラマCDとの違いについて、緒山みはりを演じた石原夏織はアニメの絵と動きが入ることでキャラクター性が肉付けされ芝居の幅が広がったと語り、緒山まひろを演じた高野麻里佳はドラマCDよりメリハリを出そうと心がけ、仕草や癖が垣間見れたことでより登場人物たちが好きになったと語っている。
ドラマCDに未登場の室崎みよと桜花あさひは新たに行われたオーディションによってキャスティングされた。
桜花あさひの声はねことうふも声のイメージを持っておらず、監督や他のスタッフの間でも意見が割れたが、結果的に室崎みよ役でオーディションを受けていた優木かなが担当することになった。

#### 舞台・モデル
- 第2話と第5話には「GUILTY GEAR -STRIVE-」、第4話には「出世大相撲」、第8話には「おきらくスロットカーレーシング」のプレイ映像が使用されており、エンドクエレジットには開発・発売元[注 4]の「アークシステムワークス」が特別協力として記載されている[47][48]。
- 第12話の舞台である架空の温泉街「銅山温泉」は山形県尾花沢市の銀山温泉がモデルとなっており、「瀧見舘」「伊豆こけし工房」「八木橋商店」の3件が特別協力としてエンドクレジットに記載されている。

### 反響・評価
ライターの太田祥暉は本作の特徴に目が離せないほどの力が感じられる丁寧な日常描写を挙げ、「TSものということで万人向けではないかもしれないが、ここ最近の『作画祭り』が凝縮された作品のように感じることができ、今期の中では必見の作品である。」と語っている。
株式会社イードが運営するアニメーション情報サイト「アニメ！アニメ！」が行った読者アンケート『2023年冬アニメ（1月クール）で一番良かった作品は？』では今作が2位にランクインしした。
ドワンゴの運営する「Nアニメ」が公開した『2023年冬アニメランキング』では今作が1位を獲得した。
アニメ及び漫画のいずれにも登場しないセリフ『緒山が悪いんだぞ…』が、男性の意識を持つ主人公が無意識にクラスメイトの男子達を誑かしてしまうという今作のエピソードを端的に表しているとしてSNS上で話題になり、2023年3月8日から14日にかけて集計された『ニコニコ大百科 HOTワード』では1位を獲得した。

### 主題歌
「アイデン貞貞メルトダウン」
えなこ feat.P丸様。によるオープニングテーマ。作詞・作曲・編曲はやしきん。令和5年アニソン大賞にて本作は作詞賞、編曲賞にノミネートされ、編曲賞を受賞した。
「ひめごと＊クライシスターズ」
ONIMAI SISTERS（高野麻里佳、石原夏織、金元寿子、津田美波）によるエンディングテーマ。作詞・作曲・編曲はおぐらあすか。

### 各話リスト
| 話数 | サブタイトル                       | 脚本       | 絵コンテ   | 演出                | 作画監督                                          | 総作画監督      | 初放送日      |
| ---- | ---------------------------------- | ---------- | ---------- | ------------------- | ------------------------------------------------- | --------------- | ------------- |
| #01  | まひろとイケないカラダ             | 横手美智子 | 藤井慎吾   | 藤井慎吾            | 今村亮                                            | -               | 2023年 1月5日 |
| #02  | まひろと女の子の日                 | 横手美智子 | 伊礼えり   | 伊礼えり            | 山﨑匠馬                                          | 今村亮          | 1月12日       |
| #03  | まひろと未知との遭遇               | 平見瞠     | 秋山泰彦   | 秋山泰彦            | 西原大樹                                          | 今村亮          | 1月19日       |
| #04  | まひろとあたらしい友達             | 横手美智子 | 柿木田隼人 | 柿木田隼人          | 佐藤利幸 新海良佑 西谷衆平                        | 今村亮          | 1月26日       |
| #05  | まひろと補導とお誘いと             | 横手美智子 | 望月智充   | 幸博コマヲ          | みやち                                            | 今村亮          | 2月2日        |
| #06  | まひろと二度目の中学生             | 平見瞠     | 新井宣圭   | 新井宣圭            | 内田百香 くまがぱんいち 向川原憲 りお 李嘉        | 今村亮          | 2月9日        |
| #07  | まひろとロールプレイ               | 平見瞠     | 宇和野歩   | 宇和野歩            | 田口愛梨                                          | -               | 2月16日       |
| #08  | まひろとはじめての女子会           | 横手美智子 | 田中宏紀   | 田中宏紀            | 佐藤利幸                                          | -               | 2月23日       |
| #09  | まひろと年末年始                   | 横手美智子 | 黒沢守     | 秋山泰彦            | 内田百香 青木駿介 くまがぱんいち                  | 今村亮 山﨑匠馬 | 3月2日        |
| #10  | まひろとおっぱいとアイデンティティ | 平見瞠     | 坂口蒼星   | 坂口蒼星            | 向川原憲 西野佳佑 ほめふじ                        | 今村亮 みやち   | 3月9日        |
| #11  | まひろと女子のたしなみ             | 平見瞠     | 長田信二   | 幸博コマヲ 長田信二 | 宗圓祐輔 TOMATO 大田和寛 川妻智美 けろりら みやち | 今村亮 山﨑匠馬 | 3月16日       |
| #12  | まひろのおしまいとこれから         | 横手美智子 | 藤井慎吾   | 藤井慎吾            | 山﨑匠馬 みやち 新海良佑                          | 今村亮          | 3月23日       |

### 放送局
| 放送期間               | 放送時間                     | 放送局   | 対象地域 | 備考                                            |
| ---------------------- | ---------------------------- | -------- | -------- | ----------------------------------------------- |
| 2023年1月5日 - 3月23日 | 木曜 23:30 - 金曜 0:00       | AT-X     | 日本全域 | 製作参加 / CS放送 / 字幕放送 / リピート放送あり |
| 2023年1月6日 - 3月24日 | 金曜 0:00 - 0:30（木曜深夜） | TOKYO MX | 東京都   | 製作参加                                        |
|                        | 金曜 0:30 - 1:00（木曜深夜） | BS11     | 日本全域 | 製作参加 / BS放送 / 『ANIME+』枠                |

| 配信開始日    | 配信時間                     | 配信サイト |
| ------------- | ---------------------------- | --- |
| 2023年1月6日  | 金曜 1:00 - 1:30（木曜深夜） | ABEMA |
| 2023年1月9日  | 月曜 1:00（日曜深夜） 更新   | Amazon Prime Video DMM TV dアニメストア （本店・ニコニコ支店・for Prime Video） FOD Hulu U-NEXT アニメ放題 バンダイチャンネル GYAO! Google Play GYAO!ストア music.jp Rakuten TV ニコニコチャンネル ビデオマーケット |
|               | 月曜 10:00 更新              | ビデックスJP |
|               | 月曜 12:00 更新              | HAPPY!動画 |
|               | 月曜 23:00 - 23:30           | ニコニコ生放送 |
| 2023年1月10日 | 火曜 0:00（月曜深夜） 更新   | J:COMオンデマンド milplus TELASA auスマートパスプレミアム |

### BD
| 巻 | 発売日        | 収録話         | 規格品番  |
| -- | ------------- | -------------- | --------- |
| 上 | 2023年4月19日 | 第1話 - 第6話  | TBR33053D |
| 下 | 2023年6月21日 | 第7話 - 第12話 | TBR33054D |

### Web企画
おにまいトーク
各放送日の午後9時より、番組公式ツイッターアカウントのスペース機能によって配信された。既に放送された話数の振り返りや裏話、当日に放送される話の番宣を2名の出演者が語るという内容。また、Twitterにてハッシュタグ「#おにまいトーク」を付けたツイートを募集し番組中で紹介していた。また、一般的なスペースとは異なり既に録音された音声が配信された。配信終了後にはTOHO animation公式YouTubeチャンネルにおいても同じ内容が配信された。
出演者
- 第1・2回 - 石原夏織（緒山みはり役）・ねことうふ
- 第3回 - 石原夏織（緒山みはり役）・金元寿子（穂月かえで役）
- 第4回 - 石原夏織（緒山みはり役）・津田美波（穂月もみじ役）
- 第5回 - 金元寿子（穂月かえで役）・津田美波（穂月もみじ役）
- 第6回 - 優木かな（桜花あさひ役）・日岡なつみ（室崎みよ役）
- 第7回 - 津田美波（穂月もみじ役）・日岡なつみ（室崎みよ役）
- 第8回 - 津田美波（穂月もみじ役）・優木かな（桜花あさひ役）
- 第9回 - 石原夏織（緒山みはり役）・優木かな（桜花あさひ役）
- 第10回 - 石原夏織（緒山みはり役）・日岡なつみ（室崎みよ役）
- 第11回 - 石原夏織（緒山みはり役）・金元寿子（穂月かえで役）
- SPECIAL回 - 高野麻里佳（緒山まひろ役）・えなこ
- 第12回 - 高野麻里佳（緒山まひろ役）・石原夏織（緒山みはり役）
- 最終話ありがとう回 - ねことうふ・清水（スタッフ）

おにまいトーク・オーディオコメンタリー
各放送日の4日後、ABEMAを除く配信プラットフォームでの配信に合わせて、番組公式ツイッターのスペース機能によって配信された。出演者2人によるオーディオコメンタリーに加え、通常の「おにまいトーク」と同様に視聴者からのメッセージを交えたトークや番宣なども行われた。出演者は「おにまいトーク」の各回と同様。配信終了後にはTOHO animation公式YouTubeチャンネルにおいても同じ内容が配信された。後にオーディオコメンタリー部分のみを編集したものがブルーレイボックスの音声特典として発売されている。
おにまいお絵描き
ハッシュタグ「#おにまいお絵描き」を使用し、ツイッター上にてファンアートを募集する企画。いくつかの作品は「おにまいトーク」の各回にて紹介されたほか、ねことうふ、藤井慎吾ほかスタッフが審査員を務めるコンテストも開催された。また、投稿された作品を使用して制作された高さ5メートルの巨大なモザイクアートがAnimeJapan 2023のTOHO animationブースにて展示された。

### Web番組
TVアニメ『お兄ちゃんはおしまい！』公開直前特番（2022年12月23日）
翌年に控えた放送に向けて配信された、出演キャストによるトーク番組。TOHO animation公式YouTubeチャンネルにて配信された。出演は高野麻里佳（緒山まひろ役）、石原夏織（緒山みはり役）、金元寿子（穂月かえで役）、津田美波（穂月もみじ役）、優木かな（桜花あさひ役）、日岡なつみ（室崎みよ役）。
TVアニメ『お兄ちゃんはおしまい！』第1話先行配信（2022年12月24日）
本放送に先駆けて第1話がABEMAにて先行配信された。また、放送後には出演キャストによるトークも放送された。出演者は前日に放送された公開直前特番と同様。
TVアニメ『お兄ちゃんはおしまい！』おしまいの直前に！"ONIMAI SISTERS"が大集合SP（2023年3月23日）
直後に控えた最終話の放送に向けてABEMAにて配信されたトーク番組。出演は高野麻里佳（緒山まひろ役）、石原夏織（緒山みはり役）、金元寿子（穂月かえで役）、津田美波（穂月もみじ役）。

### ショップ
2023年2月10日から3月3日にかけてゲーマーズの各店舗とオンラインショップにて本作のフェアが開催された。ウサギに扮したキャラクターの描き下ろしイラストを使用した限定グッズが発売された。
2023年3月4日から26日にかけてAKIHABARAゲーマーズ本店にてポップアップストアが開催された。
2023年4月1日から16日にかけてボークス秋葉原ホビー天国２、ボークス大阪ショールーム、およびホビーストックWEBショップにてポップアップストア「お兄ちゃんはおしまい！ POP UP SHOP ～パジャマパーティー～」が開催され、キャラクターのパジャマ姿の描き下ろしイラストを使用した限定グッズが発売された。
2023年5月10日から29日にかけて新宿マルイアネックスにて本作のポップストアが開催された。8人のイラストレーターによって書き下ろされたイラストを使用したグッズなどが販売された。
2023年8月11日から27日にかけて新宿マルイアネックス内にあるMEDICOS SHOP新宿にて本作のポップアップストアが開催された。獣耳姿のキャラクターが描かれた描き下ろしイラストを使用したグッズなどが販売された。
2023年11月18日から12月10日にかけてAKIHABARAゲーマーズ本店およびゲーマーズオンラインショップにて本作のポップアップストアが開催された。ナース姿のキャラクターが描かれた描き下ろしイラストを使用したグッズなどが販売された。

### コラボレーション
2023年3月27日から5月7日にかけてカラオケの鉄人とのコラボレーションが池袋東口店と秋葉原昭和通り口店にて開催された。メイドに扮したキャラクターの描き下ろしイラストを使用したオリジナルグッズが発売されたほか、主題歌を歌い指定された点数を取ることでオリジナルグッズが手に入る「課題曲チャレンジ」が行われた。
2023年12月23日から2024年1月10日にかけてサンリオキャラクターズとのコラボレーションが実施され、まひろとマイメロディ、みはりとクロミのコラボレーションイラストを使用したグッズの販売などが行われた。